# Beñat Intxausti
Beñat Intxausti Elorriaga (Amorebieta-Etxano, 20 marzo 1986) è un ex ciclista su strada spagnolo di origine basca.
Professionista dal 2007 al 2019, ha vinto due tappe al Giro d'Italia.

## Carriera
Vincitore del Memorial Avelino Camacho e di una tappa alla Bidasoa Itzulia nel 2006, passa professionista nel 2007 con la formazione Continental Grupo Nicolás Mateos. In settembre è selezionato per partecipare al Tour de l'Avenir, al termine del quale si classifica al quinto posto, evidenziando buone doti di scalatore.
Nel 2008 firma per tre anni con la squadra ProTour Saunier Duval-Scott, diretta da Mauro Gianetti; l'anno dopo, in maglia Fuji-Servetto (ex Saunier Duval), si classifica quinto ai campionati nazionali in linea. Nel 2010 si trasferisce all'Euskaltel-Euskadi, con la quale conquista, nella prima parte della stagione, il secondo posto finale al Giro dei Paesi Baschi e il terzo alla Vuelta a Asturias.
Nel 2011 passa tra le file del team Movistar, e l'anno dopo vince la Vuelta a Asturias e si classifica decimo alla Vuelta a España. Nel 2013 indossa per un giorno la maglia rosa al Giro d'Italia, al termine della tappa con arrivo a Pescara; si aggiudica poi la vittoria della sedicesima tappa da Valloire a Ivrea, battendo in volata Tanel Kangert e Przemysław Niemiec, e conclude all'ottavo posto della generale. A fine anno conquista il successo finale al Tour of Beijing, prova conclusiva del calendario World Tour.
Nel 2014 si piazza terzo al Tour de Pologne. La stagione seguente lo vede vincere in solitaria la tappa montana da Fiuggi a Campitello Matese al Giro d'Italia, e successivamente ottenere il quarto posto finale al Critérium du Dauphiné. Passato al Team Sky a inizio 2016, è costretto a saltare la stagione 2016 e parte di quella 2017 a causa della mononucleosi.

## Palmarès
- 2006

Memorial Avelino Camacho
3ª tappa Bidasoa Itzulia
- 2012 (Movistar, una vittoria)

Classifica generale Vuelta a Asturias
- 2013 (Movistar, tre vittorie)

16ª tappa Giro d'Italia (Valloire > Ivrea)
4ª tappa Tour of Beijing
Classifica generale Tour of Beijing
- 2015 (Movistar, una vittoria)

8ª tappa Giro d'Italia (Fiuggi > Campitello Matese)

### Altri successi
- 2011 (Movistar)

3ª tappa Vuelta a Burgos (Pradoluengo > Belorado, cronosquadre)

## Piazzamenti

### Grandi Giri
- Giro d'Italia

2012: 38º
2013: 8º
2015: 29º
- Tour de France

2011: ritirato (8ª tappa)
2014: 114º
- Vuelta a España

2009: 60º
2010: ritirato (15ª tappa)
2011: 86º
2012: 10º
2013: 87º

### Classiche monumento
- Liegi-Bastogne-Liegi

2011: 73º
2014: ritirato
- Giro di Lombardia

2013: ritirato
2014: ritirato